# سودردورف
سودردورف (به آلمانی: Süderdorf) یک شهر در آلمان است که در دیمارشن واقع شده‌است. سودردورف ۳۸۹ نفر جمعیت دارد.